# 道北アークス
株式会社道北アークス（どうほくアークス、DOHOKU ARCS COMPANY,LIMITED）は、「ウエスタン」「スーパーアークス」「スーパーチェーンふじ」「Da＊マルシェ」などの屋号でスーパーマーケットを展開するアークスグループの企業である。本社は北海道旭川市流通団地1条1丁目33-1に所在する。CGCグループの加盟企業である。本項では前身企業である株式会社ふじについても記述する。

## 概要
店舗は道北地域の上川総合振興局および空知総合振興局の中空知・北空知に展開している。2012年にアークスグループで同じ道北を営業基盤としていた株式会社ふじ（存続会社）と株式会社道北ラルズ（消滅会社）が合併したことで誕生した。
ふじから継承した「スーパーアークス」「ウエスタン」「ベストプライス」「スーパーチェーンふじ」、道北ラルズから継承した「ラルズマート」、道北アークスとなってから展開を開始した「Da＊マルシェ」の屋号で営業している。道北ラルズからは「ビッグハウス」の屋号も継承したものの、当社運営店舗は2021年までに消滅している（後述）。

### 株式会社ふじ時代
創業者の六車寛（1927年-2021年）が1951年11月、下川町で六車商店を創業。10年が経った頃、東京のゼミナールに参加してスーパーマーケットやセルフサービスの理論に触れ、1962年にスーパーろくさんを開店。しかし、新しい方式の店だったことから地元商店街から猛反発を受け、地元で仕入れができなくなり、1965年（昭和40年）に名寄市へ移転。同年5月22日に資本金770万円で株式会社ふじが設立され、6月に北海道名寄市大通南6丁目にスーパーマーケットの1号店、名寄駅前店を開店（198年4月廃止）。1970年、 旭川地区に本格的出店のため、北海道旭川市東5条2丁目に株式会社旭川ふじ（あさひかわふじ）を設立。 1982年10月に北海道旭川市神楽5条9丁目に ふじホームセンターの1号店、神楽店を開店。1987年（昭和62年）10月に株式会社旭川ふじ、1990年（平成2年）10月に株式会社セキネを吸収合併した。1993年（平成5年）にCGCグループに加盟。1995年（平成7年）11月に株式を店頭登録した。
「ウエスタン」「ベストプライス」「スーパーチェーンふじ」の屋号でスーパーマーケットを展開した。アークスグループに入ってからは「スーパーアークス」も展開した。
2004年10月に株式交換によって株式会社アークスの子会社となり、アークスグループ入りした。
2007年12月には留萌市に営業基盤を持つ株式会社中央スーパーと業務提携（アークスを交えての三者間の提携）しており、これは道北アークスにも引き継がれていた。中央スーパーは提携以前からCGCグループに加盟していた。しかし2019年6月に提携を解消し、その後中央スーパーはコープさっぽろと提携を結んでいる（中央スーパーの記事を参照）。

### 道北アークス
2012年7月にふじを存続会社として道北ラルズと合併、株式会社道北アークスとなった。道北ラルズが運営していた「ビッグハウス」「ラルズマート」はそのまま継承された。

## ストアブランド

### 現在
- スーパーアークス
  - アークスグループの大型食品スーパーで使用されている。2008年にふじがスーパーアークスウエスタン北彩都を開店させたことで使われ始めた。道北アークスになってから「ビッグハウス」「ベストプライス」「スーパーチェーンふじ」より転換した店舗もある。
- ウェスタン[6]
  - ふじから継承したショッピングセンター（パワーセンター）で使われている。また、このショッピングセンター内のスーパーマーケットについても「ウエスタン」が使われる（なおウエスタン北彩都については、上述の通りスーパーマーケット部分の店舗名としては「スーパーアークス」を称する）。
- ベストプライス
  - ふじから継承した食品ディスカウントスーパー。
- スーパーチェーンふじ
  - ふじから継承した食品専門のスーパー。
- ラルズマート
  - 道北ラルズから継承した中型店舗のスーパー。
- Da＊マルシェ[広報 3]
  - Da＊マルシェ（ダ・マルシェ）は道北アークスが2015年から使用を始めたもので、旭川市の周辺で人口の少ない地域へ出店する小型食品スーパー[7]。2015年3月1日に総合物流センター「DaMC」（「ダマック」、Dohoku arcs Mother Center の略）を開設し、子会社のナイス.フーズがデリカセンターを稼働させたことで、効率的に小商圏へ出店することが可能になったと判断された[7]。
  - 2015年5月から6月にかけての愛別町・上川町・比布町への3店舗出店を皮切りに[8]、2023年4月15日現在は7店舗を展開している[広報 4]。

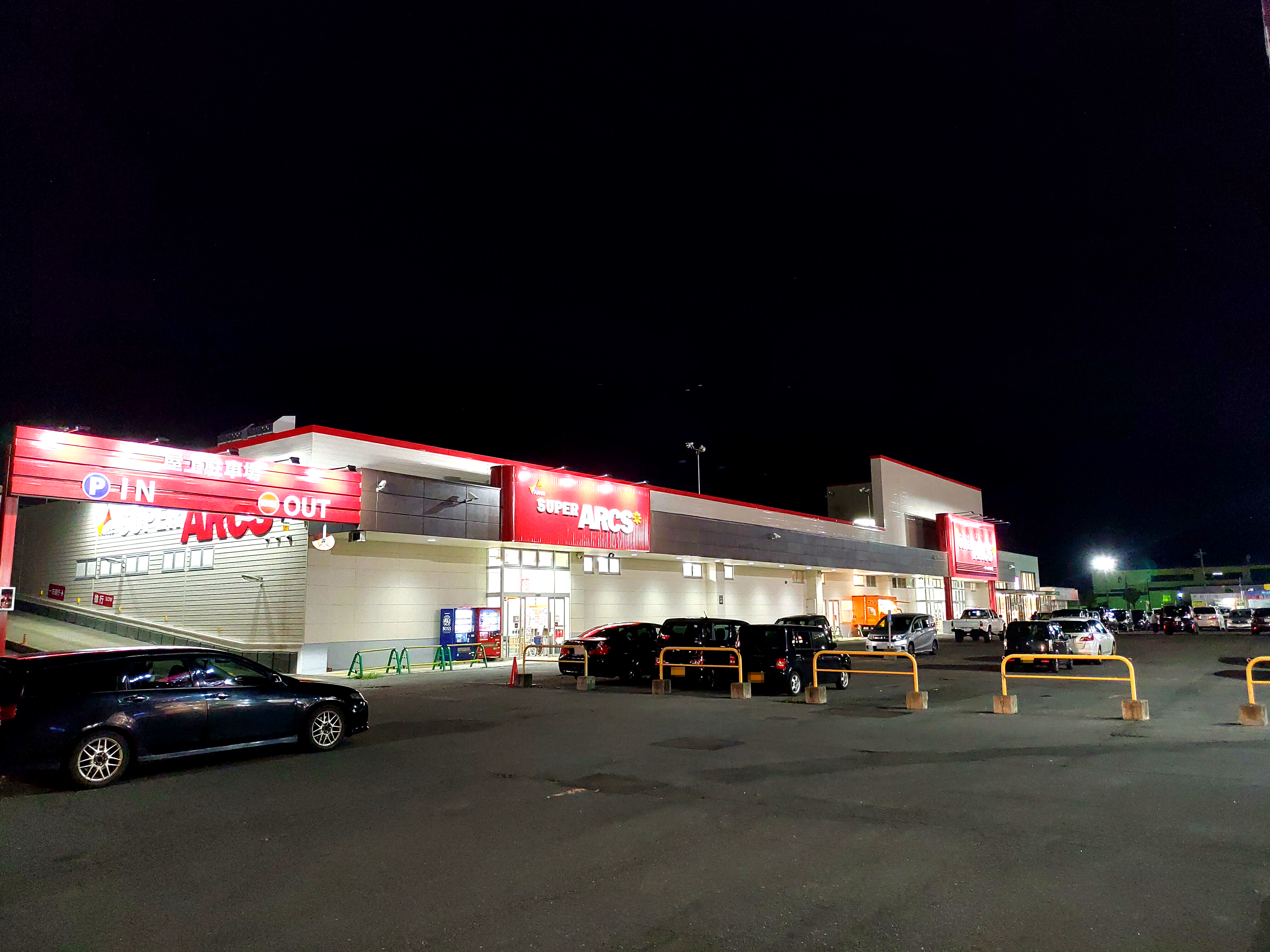
スーパーアークス イーストタウン （2021年8月） ※元・ビッグハウス店舗
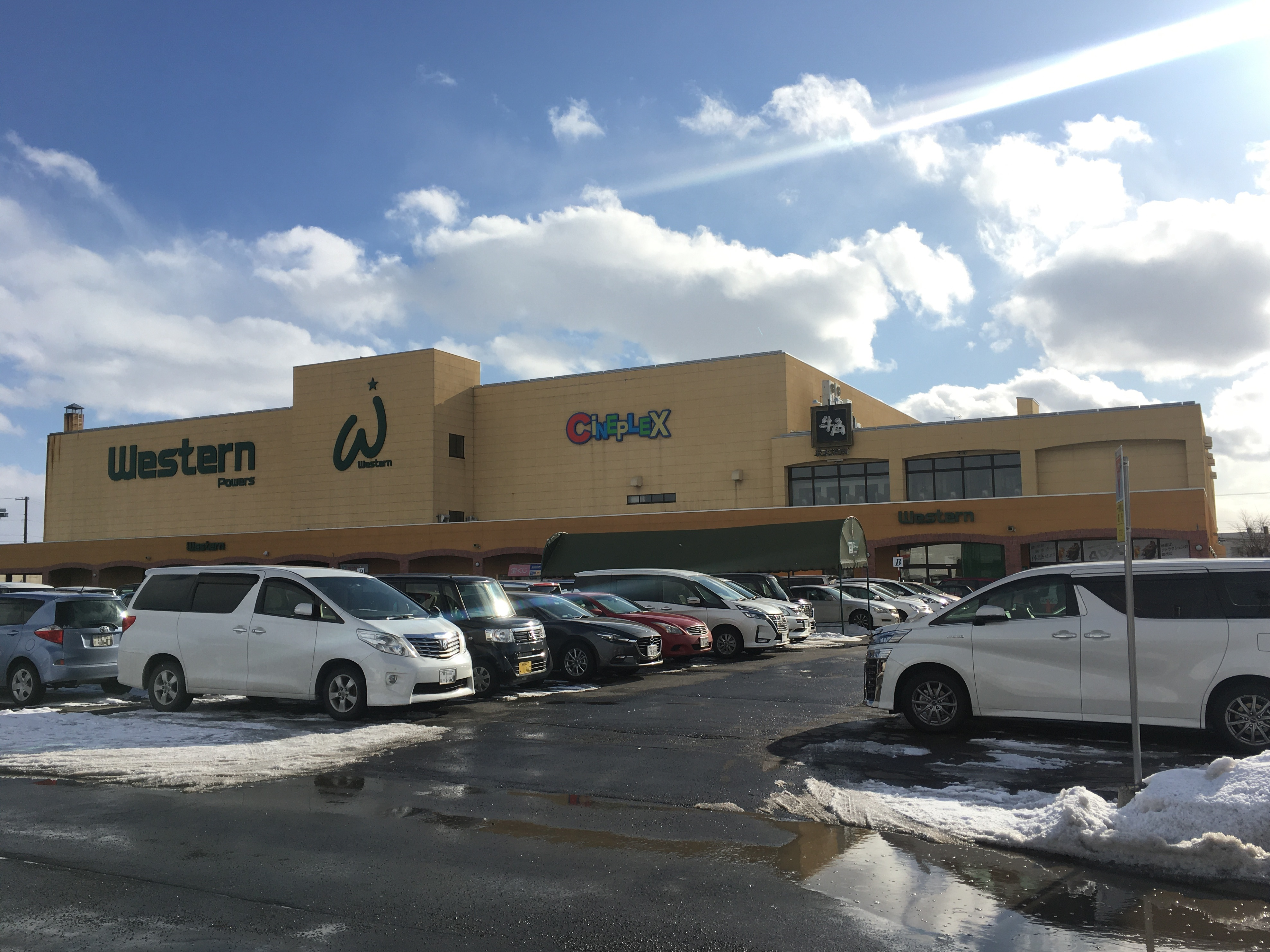
ウエスタンパワーズ （2020年2月）
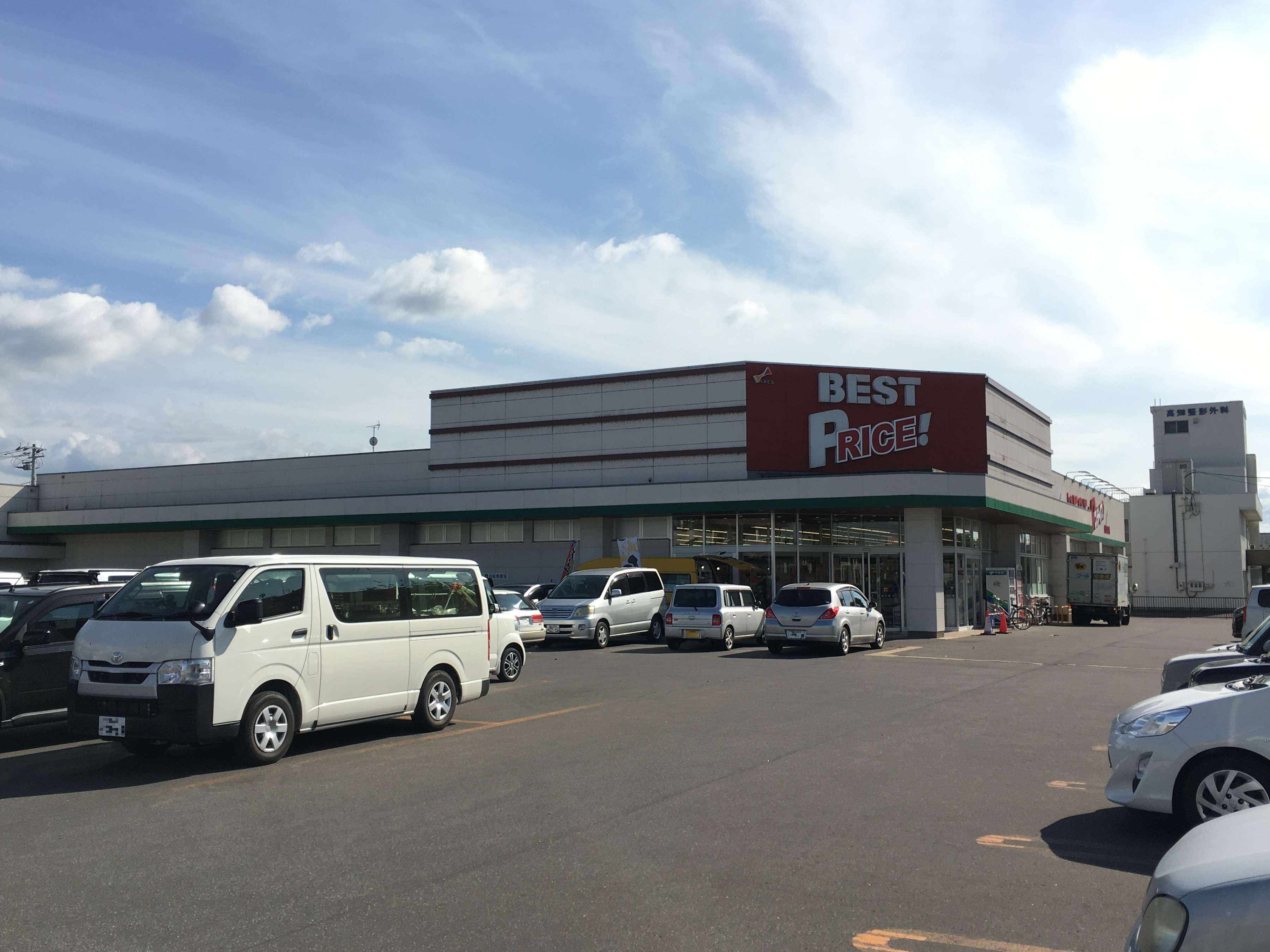
ベストプライス永山中央店 （当時、2020年8月） ※現・スーパーアークス店舗 ※元・スーパーチェーンふじ店舗
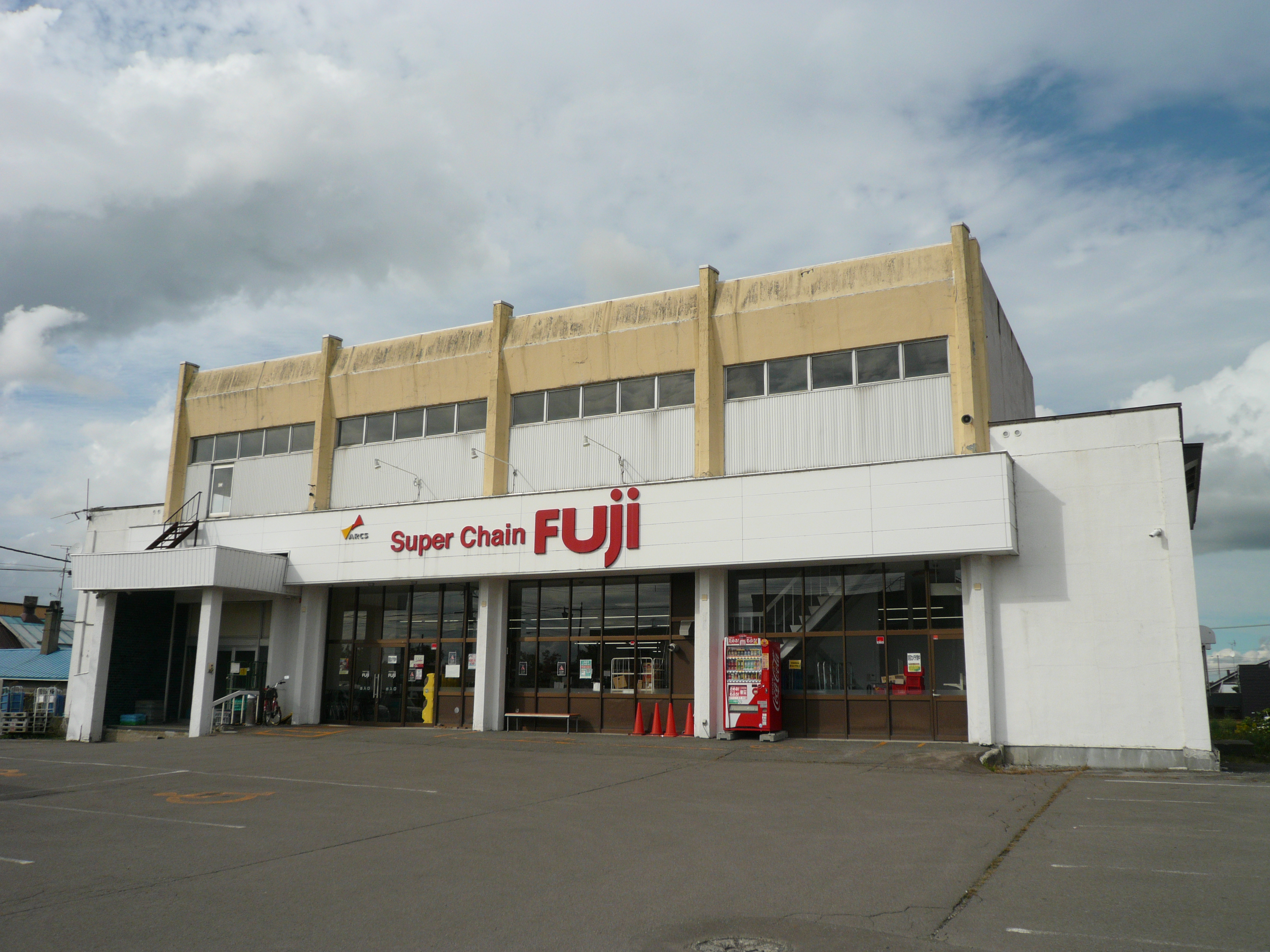
スーパーチェーンふじアシルマート奈井江店（2019年9月） ※チューオー跡地に出店
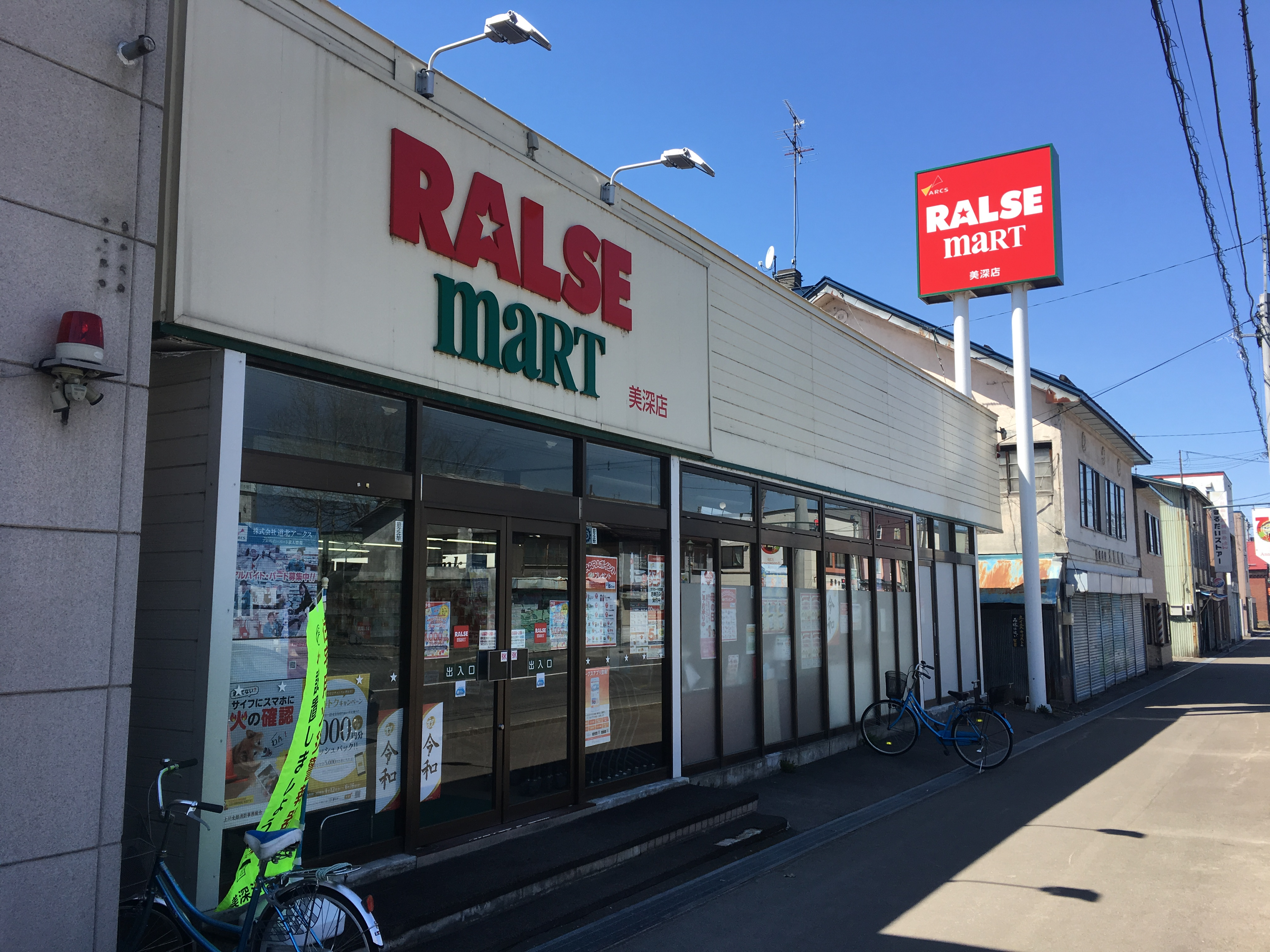
ラルズマート美深店 （2019年4月） ※元・みしま店舗
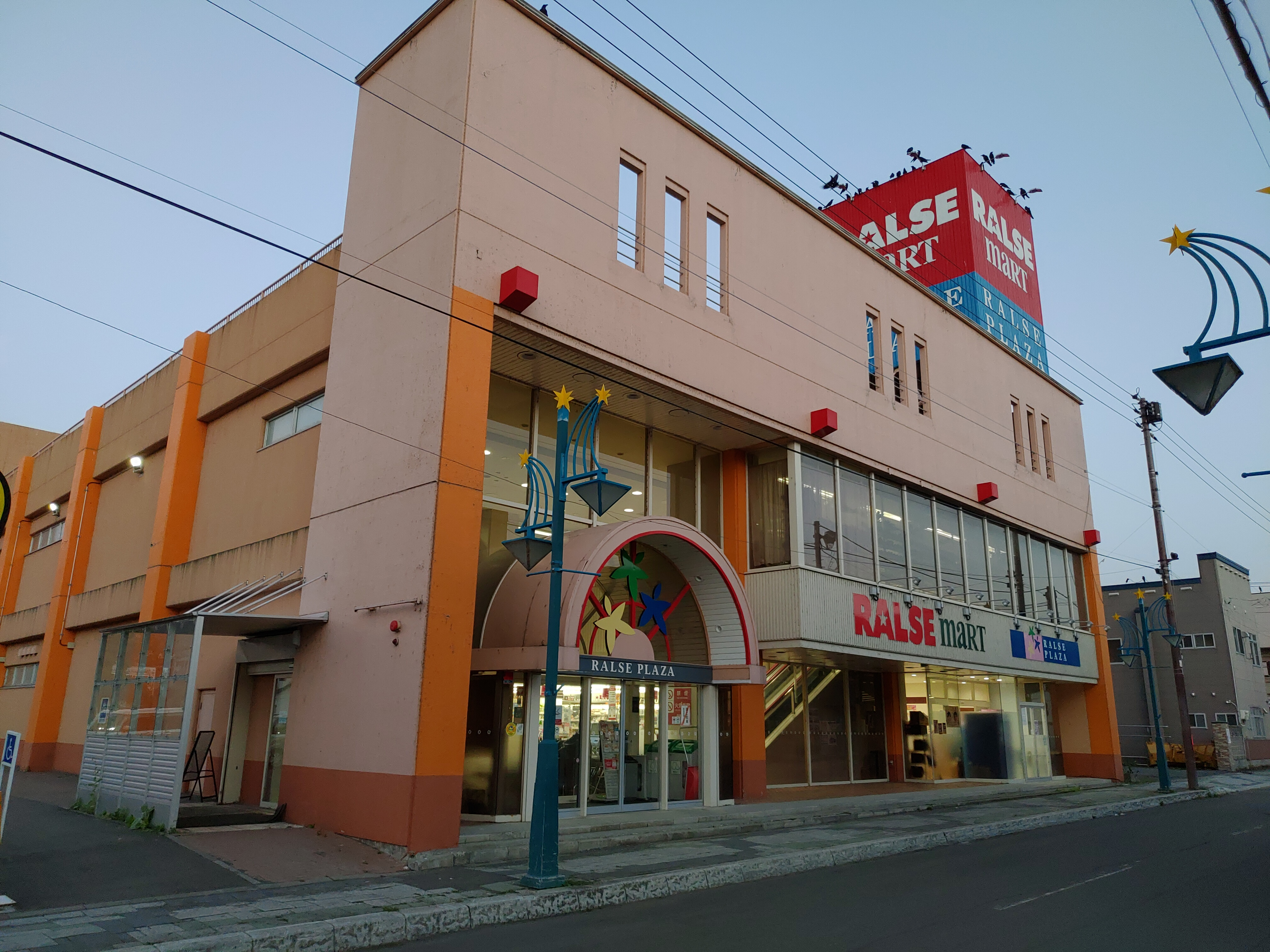
ラルズマート芦別店 （2021年8月） ※ラルズプラザ芦別店（ラルズ運営）と併設
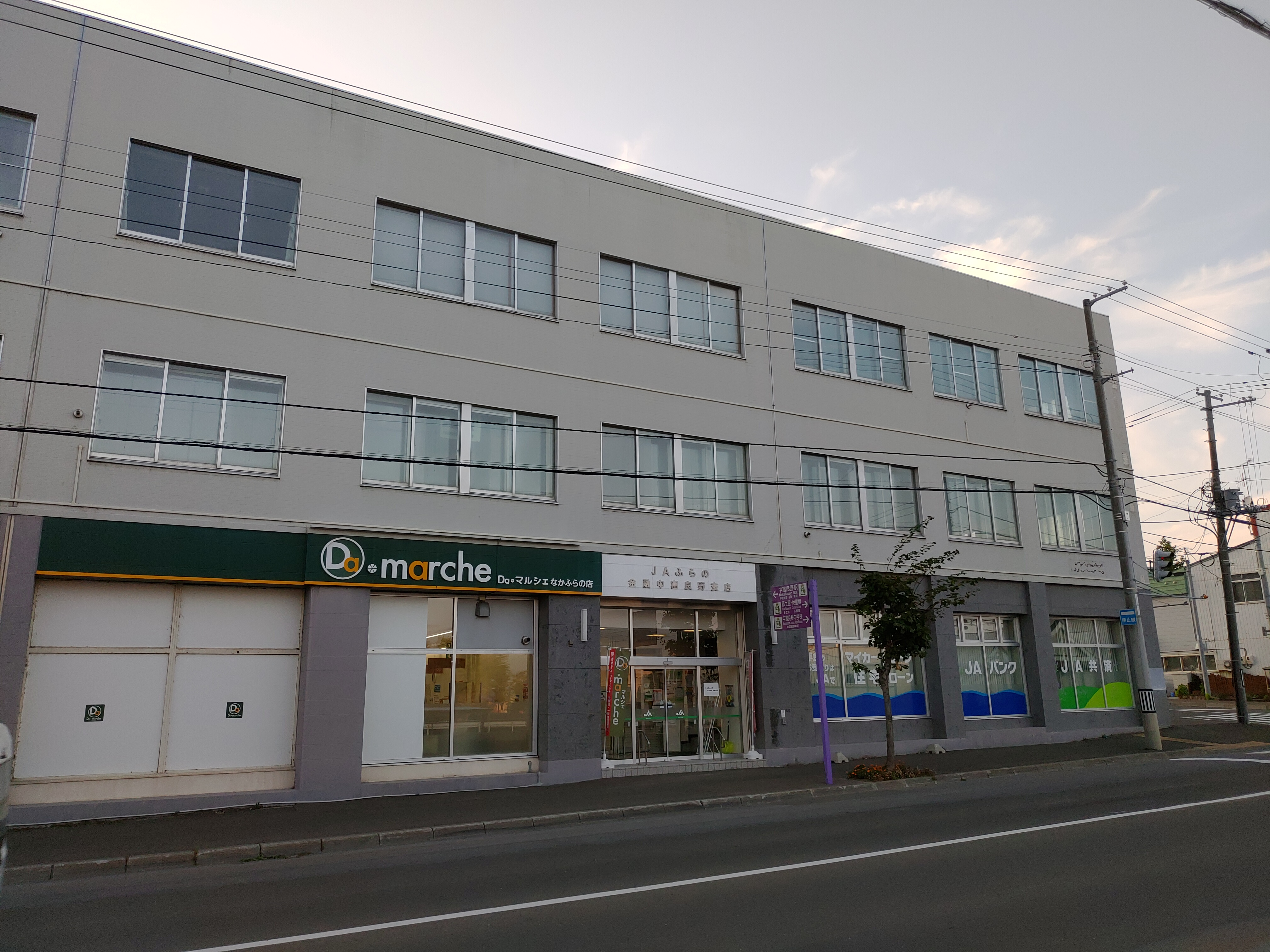
Da＊マルシェ中富良野店 （2021年8月） ※エーコープ（ホクレン商事運営）跡地に出店

### 過去
- ビッグハウス
  - アークスグループの中型食品ディスカウントストアで使われている。道北ラルズから継承。1998年にラルズマート東光店をビッグハウス東光店に業態転換してから使われ始めた。
  - 道北アークスとなってから「スーパーアークス」への転換が進められ、当社の店舗で最後までビッグハウスとして残ったイーストタウン（滝川市）[10]が2021年3月20日にスーパーアークスに転換されたことにより、当社運営の「ビッグハウス」は消滅した。

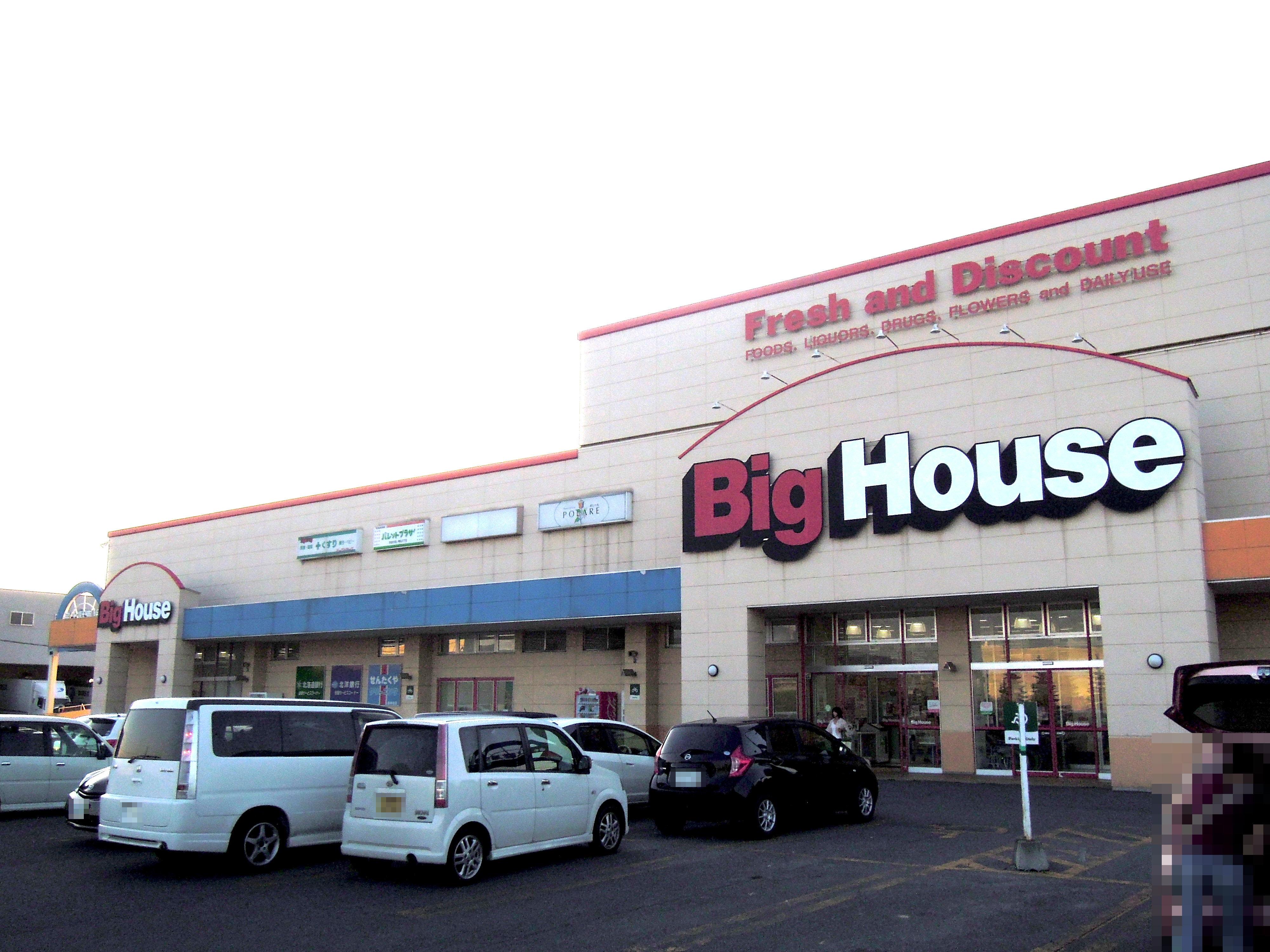
ビッグハウス西神楽店 （2013年7月） ※2014年11月21日に「スーパーアークス」に転換[広報 5]

## 店舗
最新の店舗一覧については店舗一覧 (道北アークス)を参照。
道北アークス内での転換店舗
- スーパーアークス
  - パルプタウン（旭川市） - 「ビッグハウス」から転換。
  - 西神楽（旭川市） - 「ビッグハウス」から転換。
  - 東光（旭川市） - ビッグハウス東光店を移転する形でスクラップアンドビルド[11]。
  - 深川（深川市） - 「ビッグハウス」から転換[12]。
  - 士別（士別市） - 「ビッグハウス」から転換[13]。
  - イーストタウン（滝川市） - 「ビッグハウス」から転換[14]。
  - 永山中央（旭川市） - 「スーパーチェーンふじ」→「ベストプライス」から転換。（ベストプライスからの転換は2022年7月[広報 6][広報 7]）
  - 六合（旭川市） - 「スーパーチェーンふじ」→ 「ベストプライス」から転換。（ベストプライスからの転換は2022年9月[15]）
  - 神居東（旭川市） - 「ベストプライス」から転換。（2022年10月転換[16]）
  - 末広東（旭川市） - 「ベストプライス」から転換。（2022年11月転換[17][注 2]）
  - 砂川（砂川市） - 「スーパーチェーンふじ」から転換。（2024年6月1日転換[広報 10]）

特徴のある店舗
- スーパーチェーンふじ アシルマート奈井江店（奈井江町） - 2012年9月15日にチューオー跡地に開店[18]。
- スーパーチェーンふじ上富良野店 - 2013年11月1日にダイイチ跡地に移転開業（下記参照）。
- ラルズマート芦別店（芦別市） - ラルズの運営するラルズプラザ芦別店の1階を賃借し、2013年11月15日に移転開業（下記参照）。
- スーパーアークス豊岡3条（旭川市） - 2020年6月20日にホクレンショップ→ダイイチ跡地に開店[19]。

## 閉店した店舗
- スーパーチェーンふじ上富良野店（旧店舗、上富良野町） - 2013年10月27日に移転のため閉店[20]。
  - ダイイチ上富良野店（同年9月30日閉店）の跡地を当社が買収した[21]ことを受け、同所に同年11月1日に移転開業した[20]。
- ラルズマート芦別店（旧店舗、芦別市） - 2013年10月に移転のため閉店[22]。
  - 道北ラルズから継承した店舗で、元は1998年に角幡商店から道北ラルズが買収した店舗であった[注 3]。閉店後、建物は取り壊され駐車場となっている。移転先は近隣で営業していたラルズプラザ芦別店（ラルズ運営）の1階で、同年11月15日に移転開業した。
- ラルズマートマルカツ店（旭川市、マルカツデパート内[注 4]） - 2017年3月19日閉店[広報 11]。
- スーパーチェーンふじ春光店（旭川市） - 2020年5月12日閉店[19]。
- スーパーチェーンふじ緑が丘店（旭川市） - 2020年5月19日閉店[19]。
- スーパーチェーンふじ旭町店（旭川市） - 2020年5月26日閉店[19]。
- ラルズマート豊岡店（旭川市） - 2024年5月13日閉店[23]。

## 関連会社
- 株式会社ナイス.フーズ - 元はふじの子会社。豆腐やコンニャクなどの日配品を製造。2015年5月1日に弁当・惣菜を製造するデリカセンターを稼働させた[7]。